# Aledin Amet
Aledin Amet (n. 25 decembrie 1967, orașul Constanța) este un fost deputat român de etnie tătară, reprezentant al acestei minorități în Parlamentul României. În legislatura 2004-2008, Aledin Amet a fost membru în grupurile parlamentare de prietenie cu Republica Algeriană Democratică și Populară, Regatul Bahrein, Republica Azerbaidjan și Republica Turcia. În legislatura 2008-2012, Aledin Amet a fost membru în grupurile parlamentare de prietenie cu Republica Kazahstan, Republica Irak, Republica Libaneză și Republica Turcia.  